# Sitio de Gandesa (1838)
El Tercer Sitio de Gandesa  de 1838 fue uno de los episodios de la primera guerra carlista.

## Antecedentes
Gandesa era una localidad catalana, que controlaba el núcleo principal de comunicaciones entre la provincia de Tarragona y la provincia de Huesca, un objetivo que era estratégico para los carlistas, para poder conseguir el control de ambas provincias, planeando un total de tres asedios resultando los dos anteriores en 1836 y 1837 fallidos. 

## El asedio
Tras el fracaso de los dos anteriores asedios a principios de febrero de 1838, Ramón Cabrera puso cerco a Gandesa con las tropas de Forcadell, Llangostera y Solaní, y más tarde la brigada que comandaba Cabañero y con los que había puesto cerco a Teruel, en total doce batallones, más ochocientos caballos con los que rodear completamente la villa, sumando un total de más de 5.000 hombres y nueve piezas de artillería de calibre superior a las de los sitios anteriores, sacadas de Morella e instaladas en batería, abriendo una brecha y atacando por la parte del castillo, donde estaba instalado un obús. Los defensores liderados por Cayetano Arrea solo sumaban un total de 1.500 regulares, además de unos 400 milicianos, 250 jinetes y unos 10 cañones de alto calibre.
El 17 de febrero tras varios enfrentamientos los carlistas consiguen tomar casi todo el pueblo adueñándose de la iglesia, pero los defensores lograron reconquistar sus posiciones en un ataque por sorpresa en la madrugada del 21 de febrero, causando numerosas bajas a los carlistas. El 28 de febrero de madrugada se tiran dos bombas sobre el pueblo, pero ante el fuego intenso de los defensores repele el bombardeo carlista, los carlistas decidieron replegarse a la sierra de Cavalls, manteniendo Cabrera y Cabañero una discusión que provocó, que Cabañero se fuera con sus tropas a atacar Zaragoza, quedándose Cabrera son la mitad de sus hombres. El día 5 de abril al amanecer los cristinos deciden atacar con su caballería la sierra y desalojar a los carlistas que quedaban ocupando las posiciones elevadas, pero la caballería de Cabrera y el fuego de su artillería repelen el ataque teniendo que replegarse la caballería cristina en el interior del pueblo, los carlistas a pesar de haber conseguido repeler el contraataque, sus fuerzas habían quedado muy mermadas, siendo imposible el mantener el sitio si aprecian refuerzos liberales.
El 1 de mayo, cuando Evaristo San Miguel se acercaba con una columna de 5.000 hombres y tres escuadrones de caballería, Cabrera levantó el asedio.

## Consecuencias
En marzo, Gandesa fue evacuada por Evaristo San Miguel poco después de que Cabrera levantara el cerco para evitar el gasto humana y material de defenderla  y luego caían Calanda , Alcorisa y Samper , y se atacaba Alcañiz y Chiva.
- Datos: Q21082865

1. 1 2 3  de Magrinya, 1998, p. 12.
2. ↑  Calbo y Rochina de Castro y Cabrera y Griñó, 1843, p. 11.